# Albert Londe
Albert Londe (La Ciotat, 26 de noviembre de 1858-Reuil-en-Brie, 11 de septiembre de 1917) fue un fotógrafo francés, pionero en la fotografía médica, la radiografía y la cronofotografía.

## Biografía
Contratado por el neurólogo Jean-Martin Charcot entró a trabajar como fotógrafo en el Hospital de la Salpêtrière de Paris en 1878, desarrollado durante dos décadas una labor científica tan notable que le convirtió en uno de los fotógrafos más importantes de su tiempo en este campo. En 1882 desarrolló un método para fotografiar los movimientos de los pacientes por medio de una cámara de nueve lentes.

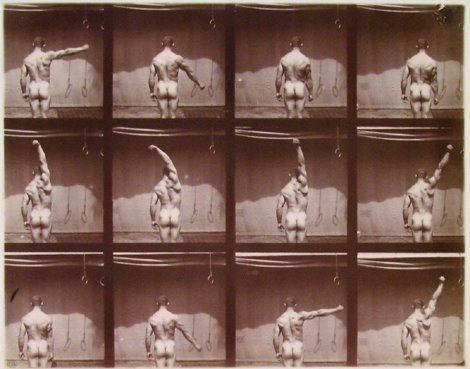
Albert Londe: 12 cronofotografías de desnudo de un atleta (sin fecha)

Dos años después mejoró su modelo con una cámara con 12 lentes que podía recoger secuencias de imágenes de décimas de segundos o de varios segundos.
Aunque su inventó nació con fines médicos, también era muy útil para otras tomas de secuencias, llegado a usarse para estudiar el movimiento de los animales o de las olas del mar, así como para estudios balísticos. Las imágenes de Londe ilustraron numerosas publicaciones, principalmente médicas, como una gran aportación al estudio de la anatomía y el movimiento humano.
En asociación con Étienne-Jules Marey (1830–1904) Londe exploró el control del movimiento en la fotografía.
Desde 1879 Londe fue socio de la Sociedad Francesa de la Fotografía y en 1887 fue uno de los fundadores de la Société d'Excursions des Amateurs Photographes (sociedad excursionista de fotógrafos aficionados).
Su cámara de 12 lentes apareció en 1891 en la revista ilustrada La Nature.

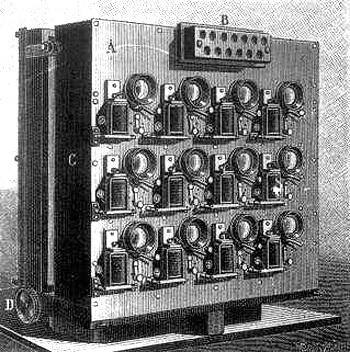
Étienne-Jules Marey: Cámara de 12 lentes de Albert Londe, 1893

## Libros y artículos (selección)
- 1888. La Photographie moderne, pratique et applications, par Albert Londe. G. Masson, París. Traducido al español por el ingeniero e inventor Eduardo Mier y Miura con el título de La fotografía moderna: práctica y aplicaciones (Madrid: Fuente y Capdeville, 1889).
- 1893. La photographie médicale: Application aux sciences médicales et physiologiques

(La fotografía médica. Aplicación en las ciencias médicas y en la Psicología'). Gauthier-Villars e hijos, París
- 1898. Traité pratique de radiographie et de radioscope: technique et applications médicales. (“Tratado práctico de radiografía y radioscopia: técnica y aplicaciones médicas”)
- 1899: La Radiographie et ses diverses applications, par A. Londe.. Gauthier-Villars e hijos, París
- 1905: La Photographie à l'éclair magnésique, par Albert Londe.. Gauthier-Villars e hijos, París
- 1914: La Photographie à la lumière artificielle, par Albert Londe.. Octave Doin e hijos, París

Además de lo anterior editó 6 revistas, en estrecha colaboración con el entonces importante neurólogo Jean-Martin Charcot, que fue profesor de importantes científicos como, por ejemplo, Sigmund Freud.